# عشق و بلایای دیگر
عشق و بلایای دیگر (به انگلیسی: Love and Other Disasters) یا عشق و چیزهای دیگر فیلمی محصول سال ۲۰۰۶ و به کارگردانی آلک کشیشیان است. در این فیلم بازیگرانی همچون بریتانی مورفی، سانتیاگو کاباررا، متیو ریس، کاترین تیت، استفانی بیچام، الیوت کووان، آدام رینر، جیمی سیوس، داون فرنچ، مایکل لانر، اورلاندو بلوم و گوئینت پالترو ایفای نقش کرده‌اند.